# Simon Maurberger
Simon Maurberger (ur. 20 lutego 1995 w St. Peter im Ahrntal) – włoski narciarz alpejski pochodzący z Tyrolu Południowego, brązowy medalista mistrzostw świata w Åre.

## Kariera
Jego pierwszym występem na arenie międzynarodowej były rozegrane 4 grudnia 2010 roku w przełęczy Monte Croce zawody cyklu National Junior Race, na których zajął 82. miejsce w slalomie. W tym samym roku rozpoczął ponadto starty w zawodach FIS, zaś w 2012 roku po raz pierwszy pojawił się zarówno na seniorskich, jak i juniorskich mistrzostwach Włoch.
W 2013 roku rozpoczął występy w Pucharze Europy, zaś w następnym roku, 26 października zadebiutował w Pucharze Świata, kiedy to na rozgrywanych w Sölden zawodach sezonu 2014/2015 nie zakwalifikował się do pierwszego przejazdu slalomu giganta. 2014 rok to dla niego również udział w mistrzostwach świata juniorów w Jasnej, na których zajął 20. miejsce w slalomie i 25. w slalomie gigancie. W 2015 roku pojawił się na mistrzostwach świata juniorów w Hafjell, na których był szósty w slalomie gigancie i dziesiąty w slalomie, ponadto, 12 grudnia zdobył pierwsze punkty w Pucharze Świata, zajmując 21. miejsce w slalomie gigancie na zorganizowanych w Val d’Isère zawodach sezonu 2015/2016. Rok później, na mistrzostwach świata juniorów w Soczi zajął 8. miejsce w slalomie, a także nie ukończył drugiego przejazdu slalomu giganta.
W 2017 roku wziął udział w mistrzostwach świata w Sankt Moritz, na których zajął 24. miejsce w slalomie gigancie, jedynej konkurencji w jakiej startował. Dwa lata później pojawił się na mistrzostwach świata w Åre, gdzie zajął 23. miejsce w slalomie gigancie, a także zdobył brązowy medal w zawodach drużynowych, w których jego drużyna, współtworzona przez Alexa Vinatzera, Riccarda Tonettiego, Larę Della Meę, Irene Curtoni i Martę Bassino uplasowała się na podium za ekipami ze Szwajcarii i Austrii.

## Osiągnięcia

### Mistrzostwa świata
| Miejsce | Dzień     | Rok  | Miejscowość  | Konkurencja      | Czas biegu | Strata | Zwycięzca            |
| ------- | --------- | ---- | ------------ | ---------------- | ---------- | ------ | -------------------- |
| 24.     | 17 lutego | 2017 | Sankt Moritz | Slalom gigant    | 2:13,31    | +2,48  | Marcel Hirscher      |
| 3.      | 12 lutego | 2019 | Åre          | Zawody drużynowe | –          | –      | Szwajcaria           |
| 23.     | 15 lutego | 2019 | Åre          | Slalom gigant    | 2:20,24    | +3,74  | Henrik Kristoffersen |

### Mistrzostwa świata juniorów
| Miejsce | Dzień   | Rok  | Miejscowość | Konkurencja   | Czas biegu | Strata | Zwycięzca            |
| ------- | ------- | ---- | ----------- | ------------- | ---------- | ------ | -------------------- |
| 25.     | 4 marca | 2014 | Jasná       | Slalom gigant | 2:03,14    | +4,71  | Henrik Kristoffersen |
| 20.     | 5 marca | 2014 | Jasná       | Slalom        | 1:37,21    | +4,35  | Henrik Kristoffersen |
| 6.      | 8 marca | 2015 | Hafjell     | Slalom gigant | 2:23,37    | +1,61  | Henrik Kristoffersen |
| 10.     | 9 marca | 2015 | Hafjell     | Slalom        | 1:37,55    | +2,46  | Henrik Kristoffersen |
| DNF2    | 3 marca | 2016 | Soczi       | Slalom gigant | 2:14,32    | –      | Marco Odermatt       |
| 8.      | 5 marca | 2016 | Soczi       | Slalom        | 1:36,84    | +2,58  | Istok Rodeš          |

### Puchar Świata

#### Miejsca w klasyfikacji generalnej
| Sezon     | Miejsce |
| --------- | ------- |
| 2015/2016 | 138.    |
| 2016/2017 | 122.    |
| 2017/2018 | –       |
| 2018/2019 | 98.     |
| 2019/2020 | 44.     |
| 2020/2021 | 94.     |
| 2021/2022 | 73.     |